# Ramona
Ramona ist ein weiblicher Vorname.

## Herkunft und Bedeutung
Ramona ist die weibliche Form des spanischen Namens Ramón, welcher vom deutschen Vornamen Raimund abgeleitet ist. Dieser setzt sich aus dem germanischen Wort für „Rat, Beschluss“ (ragin) und dem althochdeutschen Wort für „Schutz“ (munt) zusammen.

## Bekannte Namensträgerinnen
- Ramona Ambs (* 1974), deutsche Journalistin und Autorin
- Ramona Bachmann (* 1990), Schweizer Fußballspielerin
- Ramona Balthasar (* 1964), deutsche Ruderin, 1988 Olympiasieg im Achter
- Ramona Bergmann (* 1981), deutsche Filmproduzentin und Drehbuchautorin
- Ramona Bernhard (* 1988), deutsches Fotomodell
- Ramona Brussig (* 1977), deutsche Behindertensportlerin
- Ramona Dempsey (* 1983), deutsche Schauspielerin
- Ramona Düringer (* 1989), österreichische Skilangläuferin und Biathletin
- Ramona Farcău (* 1979), rumänische Handballspielerin
- Ramona Forchini (* 1994), Schweizer Radsportlerin
- Ramona Graeff (* 1998), deutsche Boxerin in der Gewichtsklasse Superfedergewicht
- Ramona Hofmeister (* 1996), deutsche Snowboarderin
- Ramona de Jesús (* 1990), kolumbianische Dichterin, Schriftstellerin und Übersetzerin
- Ramona Krönke (* 1969), deutsche Schauspielerin
- Ramona Kunze-Libnow (* 1957), deutsche Schauspielerin
- Ramona Leiß (* 1957), deutsche Fernsehmoderatorin
- Ramona Malzacher (* 1989), Schweizer Unihockeyspielerin
- Ramona Molzan (* 1971), deutsche Leichtathletin (Dreisprung)
- Ramona Neubert (* 1958), deutsche Leichtathletin
- Ramona Petzelberger (* 1992), deutsche Fußballspielerin
- Ramona Pop (* 1977), deutsche Politikerin
- Ramona Rocks (1986–2021), deutsche Sängerin, Komponistin, Instrumentalistin, Schauspielerin und Sprecherin
- Ramona Schacht (* 1989), deutsche Künstlerin und Fotografin
- Ramona Schukraft (* 1971), deutsche Comedy-Darstellerin, Kabarettistin und Autorin
- Ramona Seyfarth (* 1980), deutsche Objekt- und Installationskünstlerin
- Ramona Siebenhofer (* 1991), österreichische Skirennläuferin
- Ramona Singer (* 1956), US-amerikanische Fernsehdarstellerin, Designerin und Autorin
- Ramona Stöckli (* 1982), Schweizer Reality-TV-Darstellerin
- Ramona Straub (* 1993), deutsche Skispringerin
- Ramona Treyer (* 1979), deutsche Fußballspielerin
- Ramona Wulf (* 1954), deutsche Schlager- und Popsängerin

siehe auch
- Kommandantin Ramona (1959–2006), führendes Mitglied der mexikanischen Rebellenarmee Ejército Zapatista de Liberación Nacional

## Buchtitel
Ramona heißt ein Roman der amerikanischen Schriftstellerin Helen Hunt Jackson. Das 1884 veröffentlichte Werk um die Diskriminierung von Indianern gilt besonders im Süden von Kalifornien, dem Gebiet der Handlung, als extrem populär und erfuhr allein in Hollywood vier Verfilmungen (1910, 1916, 1928 und 1936; eine fünfte entstand 1946 in Mexiko), wovon allerdings nur die 1928er Version des Regisseurs Edwin Carewe in deutschen Lichtspielhäusern zu sehen war.